# Villa Sant'Antonio
Villa Sant'Antonio (sardinsky: Sant'Antòni) je italská obec (comune) v provincii Oristano v regionu Sardinie. Nachází se ve výšce 249 metrů nad mořem a má 331 obyvatel. Rozloha obce je 19,05 km².